# Niviventer niviventer
Niviventer niviventer là một loài động vật có vú trong họ Chuột, bộ Gặm nhấm. Loài này được Hodgson mô tả năm 1836.
Loài này sinh sống ở Ấn Độ, Nepal, Pakistan.